# Физическая антропология и генетика русских
Физическая антропология и генетика русских — исследования встречаемости и изменчивости признаков, характеризующих генотип и фенотип, среди групп русских. Большинство антропологических и генетических показателей русских европейской части России близко к средним значениям по Европе.

## История исследования вопроса

### Ранние описания русских
В 1654—1656 годах в России побывал путешественник архидиакон Павел Алеппский. Он оставил после себя подробные описания Царства Русского, быта местных жителей.

…в доме каждого человека по десяти и более детей с белыми волосами на голове; за большую белизну мы называли их старцами…
…Знай, что женщины в стране московитов красивы лицом и очень миловидны; их дети походят на детей франков, но более румяны…
Описания русских также оставили австрийский посол Сигизмунд Герберштейн, Адам Олеарий и другие.
Стоит выделить труды академика Императорской Академии наук и художеств Иоганна Готлиба Георги, который оставил первое подробное описание облика русского народа.

### Исследования русских в XIX веке

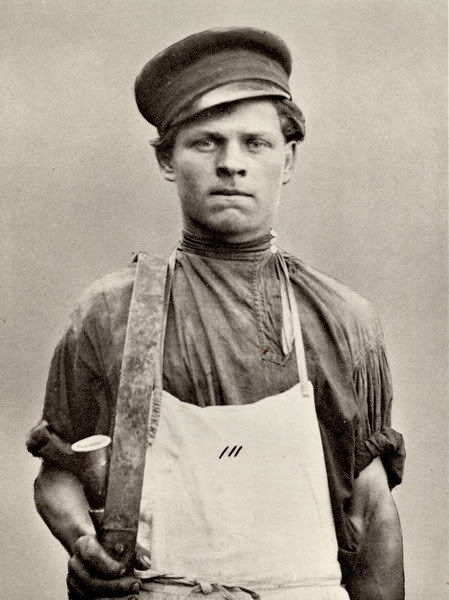
Уроженец Галичского уезда Костромской губернии. Из коллекции Н. Ю. Зографа (1877—1878). Фототека Музея антропологии МГУ

Антропологическое изучение русских началось вместе со становлением антропологии как самостоятельной науки в России. Первые работы, прежде всего по краниологии, в этой области принадлежат А. П. Богданову.
Начало обширных систематических исследований было положено трудом Д. Н. Анучина «О географическом распределении роста мужского населения России» (1889). В своей работе он пользовался данными, полученными при осмотре лиц, призываемых на воинскую службу. Следующим шагом вперёд была монография Н. Ю. Зографа «Антропологические исследования мужского великорусского населения Владимирской, Ярославской и Костромской губерний» (1893). В ней автор выделил два антропологических типа великорусского населения — высокорослый, светлый, мезокефальный и относительно более низкорослый, брахикефальный, темнопигметированный. Зограф выдвигал предположение, что второй тип сложился в результате смешения пришедших с запада славян с древним финноязычным населением Русской равнины.

### Исследования русских в XX веке
Изучение антропологии восточных славян до середины XX века носило нерегулярный характер. Тем не менее, уже в это время был накоплен обширный научный материал, использованный и в более поздних работах и не потерявший актуальности до наших дней. Среди таких работ выделяются труды Д. Н. Анучина, Е. М. Чепурковского, В. В. Бунака, Г. Ф. Дебеца и Н. Н. Чебоксарова.
В работах Чепурковского впервые был последовательно применён разработанный им географический метод. В составе современного населения европейской части России и Украины автор выделил следующие варианты, имеющие чёткую географическую локализацию: западный великорус (валдайский тип), восточный великорус (северопонтийский или рязанский тип), широкоголовый шатен, северо-западный тип (ильменский тип).
Наиболее масштабное антропологическое исследование русского народа было осуществлено в 1955—1959 годах Русской антропологической экспедицией под руководством В. В. Бунака. Целью ставилось выявление и описание основных антропологических элементов, вошедших в состав русских, и изучение путей их формирования. Исходя из этих целей, исследования начали проводить в зоне расселения предков русского народа в XI—XIV веках, а экспедиционные маршруты шли в соответствии с направлением колонизационных потоков восточнославянских племён средневековья (вятичей, кривичей, северян и словен новгородских). В течение пяти лет в 107 населённых пунктах по обширной антропологической программе было обследовано около 17 тысяч взрослых мужчин и женщин.
В 1953—1957 годах на северных территориях расселения русских работала экспедиция М. В. Витова. Маршрут разрабатывался в соответствии с колонизационными потоками из Новгородской и Ростово-Суздальской земель. В 80 территориальных группах Русского Севера было обследовано около 8 тысяч русских мужчин. Изучалось и расселённое на контактных территориях финно-угорское население.

### Исследования русских в XXI веке
В конце XX — начале XXI веков развитие молекулярной биологии и молекулярной генетики стимулировало геногеографические исследования народов мира, в том числе русских.
Продолжается обработка данных, собранных антропологическими экспедициями. Так, на основе этих данных был составлены портреты типичных представителей русского народа по географическим зонам. Антропологические данные анализируются совместно с геногеографическими, для получения более точной картины.
В ходе геногеографических экспедиций ГУ МГНЦ РАМН 2000—2008 годов было собрано и проанализировано более 10 000 образцов ДНК. Кроме того, исследовались частоты встречаемости русских фамилий, определена возможность использования этих данных совместно с геногеографическими.
В настоящее время геногеографические исследования продолжаются.
 

## Физическая антропология
Русское население в европейской части России, не имея чёткой территориальной структуры, характеризуется направленной или повышенной изменчивостью в антропологическом отношении. Так, по данным дерматоглифики, соседние группы могут сильно отличаться между собой по частотам отдельных показателей, но быть близки при суммарном учёте. Случайно выбранная группа русских с Русского Севера может существенно отличаться не только от случайно выбранной с юга, но и от другой выборки с севера. Тем не менее, «с некоторой долей вероятности» можно определить направление, в котором будут различаться отдельные параметры.

### Обобщённый антропологический портрет
По трём антропологическим признакам (ширина головы, ширина носа, толщина губ) русские популяции достоверно не отличаются от западноевропейских. По остальным размерам головы и лица они близки к центральному европейскому варианту, характеризующемуся средними размерами. Средние величины группы или совпадают с центральными западноевропейскими величинами, или отклоняются от них, оставаясь, однако, в пределах колебаний западных групп.
Для русского населения характерно отсутствие эпикантуса. Из более чем 8,5 тысяч обследованных русских мужского пола эпикантус выявлен у 12 человек, к тому же только в зачаточном состоянии. Так же редок эпикантус у населения Центральной Европы.
Встречаемость прямого профиля носа у русских составляет 75 %, что выше среднего значения по Европе (70 %). Встречаемость вогнутого профиля носа у русских составляет 9 %, что приближается к средним значениям по Западной и Центральной Европе (10 %).
Сочетание признаков, характерных для русских популяций (в сравнении с западноевропейским центральным вариантом):
- Сравнительно светлая пигментация. Светлых волос — 33 %, волос среднего оттенка — 53,2 %, тёмных — 13,8 %. Светлых глаз — 45 %, светло-смешанных — 49,9 %, тёмных — 5,1 %.[24]
- Средний рост бровей и бороды;
- Умеренная ширина лица;
- Преобладание среднего горизонтального профиля и средневысокого переносья;
- Меньший наклон лба и более слабое развитие надбровья.

Результаты краниологических исследований также демонстрируют исключительно высокое морфологическое сходство. Все локальные варианты проявляются в пределах основного единого и гомогенного краниологического типа русских.
Подобный невысокий уровень морфологической дифференциации в пределах весьма обширного ареала, занимаемого русскими, может иметь следующие причины:
- Отсутствие серьёзных географических рубежей на территории расселения;
- Распространение единого языка (имеющего диалекты, но понятного на всей территории);
- Отсутствие социальной изоляции.

### Антропологическое зонирование
Характер географической изменчивости антропологических признаков и их сочетания позволил выделить среди русского населения ряд локальных антропологических типов, получивших названия в соответствии с географической привязкой.

Географические зоны антропологических типов русских: 1 — ильменско-белозёрская; 2 — валдайская; 3 — западная верхневолжская; 4 — восточная верхневолжская; 5 — вологдо-вятская; 6 — вятско-камская; 7 — клязьминская; 8 — центральная; 9 — дон-сурская; 10 — степная; 11 — средневолжская; 12 — верхнеокская

Композиционный портрет русских ильменско-белозёрской зоны

Композиционный портрет русских валдайской зоны

Композиционный портрет русских вологдо-вятской зоны

Композиционный портрет русских десно-сейменской зоны

На основе данных, собранных Русской антропологической экспедицией, были выделены следующие антропологические типы:
- Ильменско-белозёрский. Головной указатель от 81 до 82, относительно узкое и довольно сильно профилированное лицо. Высокий процент светлых глаз (от 45 до 57), значительный процент светлых оттенков волос (от 29 до 40), сравнительно сильный рост бороды и довольно высокий рост[30][28].

- Валдайский. Отличается высоким головным указателем (82—84), несколько меньшим ростом бороды, более низким и широким лицом. Доля светлых глаз составляет 50 %, волос — около 40 %[31].

- Западный верхневолжский. Головной указатель 81. Близок к ильменскому, от которого отличается более тёмной окраской волос (37 % светловолосых), более сильным ростом бороды, более прямой спинкой носа, меньшей частотой складки верхнего века[32].

- Восточный верхневолжский. Головной указатель 81,4. По сравнению с ильменским и валдайским характеризуется меньшей длиной тела (166 см), более широким лицом, более тёмной окраской глаз и волос. Головной указатель несколько меньше, чем у валдайского, доля вогнутой спинки носа также меньше, чем у валдайского и ильменского[32].

- Вологдо-вятский. Головной указатель 82,5. Отличается более светлой пигментацией. Процент светлых радужин (без светлосмешанных) — 38, процент светлых волос — 33[32].

- Вятско-камский. Головной указатель 81,5. По сравнению с ильменским и валдайским характеризуется меньшей длиной тела, более широким лицом, более тёмной окраской глаз и волос. Головной указатель несколько меньше, чем у валдайского (81,4), доля вогнутой спинки носа также меньше, чем у валдайского и ильменского[32].

- Клязьминский. Головной указатель 82. Процент светлых радужин (без светлосмешанных) — 38, процент светлых волос — 33. Характерной особенностью типа является сочетание русых волос, карих глаз, брахицефалии, прямых контуров носа, повышенного роста, а также более сильного, чем у ильменского-белозёрского типа, роста бороды (проявляет себя темнопигментированный элемент, не тождественный с другими типами этого региона)[32].

- Центральный. Головной указатель 81,2, процент светлых радужин (без светлосмешанных) — 47, процент светлых волос — 30. Территория однородна антропологически. Средние величины признаков у населения разных районов этой территории очень близки к средним суммарного типа русских. Максимальное сходство с западным верхневолжским[32].

- Дон-сурский. Головной указатель 79,6. Не имеет аналогов в других группах (сочетание мезокефалии, небольших лицевых размеров, толстогубости и сравнительно сильного роста бороды). От остальных региональных типов юго-восточной территории дон-сурский отличается более светлой пигментацией глаз (частота светлой радужины — 50 %). Понижена частота складки верхнего века[33].

- Степной. Головной указатель 79,3, процент светлых радужин (без светлосмешанных) — 37 (минимальный по югу), процент светлых волос — 20 (минимальный по региональным типам). По комплексу признаков занимает промежуточное положение между дон-сурским и средневолжским[33].

- Средневолжский. Головной указатель 80, процент светлых радужин (без светлосмешанных) — 42, процент светлых волос — 21. По комплексу признаков занимает положение, противоположное дон-сурскому (более темная пигментация глаз, больший головной указатель, относительно более низкое лицо, меньший рост бороды)[33].

- Верхнеокский. Головной указатель 81,3, процент светлых радужин (без светлосмешанных) — 47, процент светлых волос — 25. Близок к дон-сурскому, но отличается более высоким головным указателем, относительно более низким лицом, более сильной горизонтальной профилировкой и более темной пигментацией[33].

- Десно-сейменский. Головной указатель 81,3, процент светлых радужин (без светлосмешанных) — 38, процент светлых волос — 26. Отличается от верхнеокского несколько меньшей высотой лица и большей частотой складки верхнего века[33].

- Архангельский. Головной указатель 81,5, процент светлых радужин (без светлосмешанных) — 53, процент светлых волос — 45. Очень близок к ильменскому, отличается лишь немного более широким носом, большей частотой светлых глаз, более интенсивным ростом бороды, более профилированным лицом в горизонтальной плоскости и реже встречающейся складкой верхнего века[34][13].

- Псковско-поозёрский. Головной указатель 81,8, процент светлых радужин (без светлосмешанных) — 70,5, процент светлых волос — 34,4[32]. Тип выявлен на основе исследований популяции на западном побережье Псковского озера. Население псковского поозёрья по комплексу особенностей относится к западно-балтийскому типу[35]. Обнаруживает сходство с типом балтских племён ятвягов, пруссов и талабов[36].

На основе этой классификации были выделены и более крупные регионы: северо-запад, северо-восток, юго-запад, юго-восток, в пределах каждого из которых обнаруживается большое единство антропологических типов.

### Одонтология
Морфогенез одонтологических признаков обусловлен главным образом генетическими факторами и слабо зависит от влияния внешней среды. Полиморфизм зубочелюстной системы широко используется в исследованиях проблем этногенеза.
Некоторые одонтологические характеристики в различных группах русских (%):
| Группа                               | Лопатообразность резцов (баллы 2-3) | Сумма четырёхбугорковых М1 | Сумма шестибугорковых М1 | Сумма пятибугорковых М2 | 2med (II) |
| ------------------------------------ | ----------------------------------- | -------------------------- | ------------------------ | ----------------------- | --------- |
| Кардымово (Смоленская область)       | 7,4                                 | 6,3                        | 3,5                      | 14,6                    | 40,0      |
| Починок (Смоленская область)         | 9,4                                 | 18,6                       | 3,0                      | 13,7                    | 50,5      |
| Смоленск                             | 8,9                                 | 12,9                       | 5,5                      | 10,8                    | 42,6      |
| Старый Изборск (Псковская область)   | 10,1                                | 16,4                       | 1,5                      | 13,1                    | 45,6      |
| Псков                                | 8,0                                 | 11,4                       | 2,0                      | 5,4                     | 50,6      |
| Луга (Ленинградская область)         | 2,4                                 | 8,8                        | 3,3                      | 12,6                    | 65,4      |
| Мста (Новгородская область)          | 4,7                                 | 18,6                       | 1,4                      | 5,6                     | 54,1      |
| Валдай (Новгородская область)        | 4,8                                 | 15,0                       | 1,3                      | 9,3                     | 44,3      |
| Новгород                             | 5,6                                 | 16,9                       | 1,1                      | 8,2                     | 58,1      |
| Западная Двина (Калининская область) | 8,5                                 | 6,5                        | 2,2                      | 8,1                     | 57,8      |
| Калязин (Калининская область)        | 4,4                                 | 11,6                       | 3,5                      | 6,6                     | 46,3      |
| Вологодская область                  | 2,2                                 | 9,0                        | 1,0                      | 13,0                    | 46,5      |
| Архангельская область                | 9,3                                 | 20,5                       | 2,0                      | 15,3                    | 34,1      |
| Рязанская область                    | 3,6                                 | 6,9                        | 3,0                      | 11,6                    | 51,6      |
| Тамбовская область                   | 4,6                                 | 7,0                        | 2,0                      | 14,3                    | 43,5      |
| Липецкая область                     | 5,2                                 | 13,6                       | 2,3                      | 8,3                     | 45,3      |
| Воронежская область                  | 5,3                                 | 9,0                        | 1,1                      | 7,5                     | 41,2      |
| Ростовская область                   | 7,4                                 | 6,9                        | 4,6                      | 18,3                    | 40,0      |
| Тульская область                     | 3,3                                 | 10,0                       | 2,2                      | 10,5                    | 56,5      |
| Орловская область                    | 1,7                                 | 8,4                        | 1,1                      | 17,6                    | 47,4      |
| Курская область                      | 2,3                                 | 5,0                        | 6,2                      | 18,1                    | 27,6      |
| Белгородская область                 | 1,7                                 | 3,0                        | 5,0                      | 7,1                     | 42,4      |
| Калужская область                    | 8,3                                 | 10,1                       | 3,8                      | 6,6                     | 37,7      |
| Брянская область                     | 10,7                                | 16,9                       | 2,4                      | 16,4                    | 30,0      |

Значения основных признаков одонтологии однозначно характеризуют русских как представителей западного круга форм. Одонтологические показатели русского населения наиболее близки к показателям среднеевропейского одонтологического типа.
Межгрупповые различия признаков у русских значительно меньше, чем между русскими и другими народами, что позволяет говорить о единстве русских. Тем не менее, на основании этих различий были выделены 2 основных одонтологических комплекса: северо-западный и южный, связанные между собой рядом переходных форм. Одонтологические типы в составе русского народа напрямую связаны с типами Восточной Европы в целом: среднеевропейским и северным грацильным. Выявлено, что северо-западный тип русских сформировался под влиянием северного грацильного типа Восточной Европы. В частности, для северо-западного одонтологического типа русских характерно некоторое повышение встречаемости лопатообразных резцов, что сближает эти популяции с соседними восточными латышами, эстонцами, финнами, карелами, вепсами и может объясняться влиянием общего субстрата. В целом встречаемость лопатообразных резцов, характерных для монголоидных популяций, у русских повсеместно низка.
Достоверных различий между городским и сельским населением областей, где такие исследования проводились, не выявлено.

### Дерматоглифика

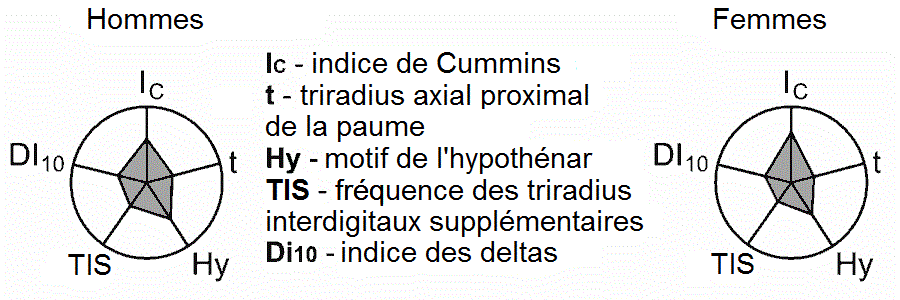
Комбинационные полигоны признаков дерматоглифики у русских. Центр окружности соответствует минимальному значению признака по евразийской шкале вариаций, конец радиуса — максимальной величине

Показано, что дерматоглифические признаки не подвержены влиянию направленного отбора и могут быть использованы в популяционных исследованиях наравне с генетическими.
Русские европейской части России могут считаться достаточно однородными по признакам кожного рельефа. Тем не менее, в северных популяциях отмечаются черты северных европеоидов (пониженный дельтовый индекс сочетается с низким процентом добавочных межпальцевых трирадиусов), на юге — южноевропеоидные (относительно высокий процент добавочных межпальцевых трирадиусов сочетается с пониженной частотой осевого проксимального трирадиуса ладони у мужчин и относительно высоким дельтовым индексом у женщин). Русские европейской части России имеют направленную или повышенную изменчивость в антропологическом отношении, «с некоторой долей вероятности» можно определить направление, в котором различаются показатели. Как отмечает И. Г. Широбоков из МАЭ РАН, термин «однородность» менее корректный для антропологической характеристики русского населения, живущего в европейской части России.
Европеоидно-монголоидный комплекс у русских, как правило, невысокий и в среднем составляет 41,9 у мужчин и 44,2 у женщин.
Восточные славяне обнаруживают высокое сходство друг с другом по дерматоглифическим данным. Ключевые признаки кожного рельефа у восточных славян варьируют незначительно, коэффициенты их вариации меньше, чем у европеоидов Европы и на территории Восточной Европы в целом. Дерматоглифический тип восточных славян является характерным для европеоидов Восточной Европы.
Минимальные обобщённые дерматоглифические расстояния отделяют восточных славян от мордвы, немцев, коми, молдаван, шведов. Обобщённые дерматоглифические расстояния между восточными славянами и литовцами, латышами, эстонцами, финнами, казанскими татарами, гагаузами выше, однако также находятся в пределах малых расстояний.)

## Генетика

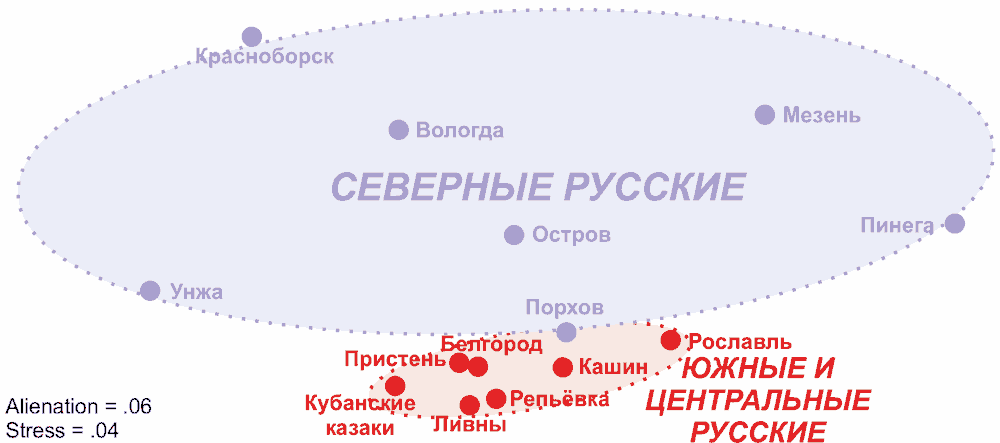
График многомерного шкалирования русских популяций по крупным гаплогруппам Y-хромосомы

Различное географическое распределение линий мтДНК и Y-хромосомы в русских популяциях генетики объясняют различным участием мужчин и женщин в освоении восточноевропейских территорий. Начальный этап колонизации осуществлялся как мужчинами, так и женщинами, в результате продвижения славянских племен на восток и север. В более поздний период ассимиляция местного населения проходила в основном через мужчин, которые женились на аборигенках.
По данным российских генетиков Елены Балановской и Олега Балановского, генофонд русского народа на территории Русской равнины — типично европейский. Процент восточноевразийских генетических маркеров в составе этой выборки не превышает средние показатели по Европе. Результаты изучения этой части русского генофонда показали его близость с населением практически всей Европы, при этом выявлены значительные отличия от населения Урала и Кавказа. Для генофонда выявлена широтная изменчивость (изменение характеристик по оси север — юг). Этим русский генофонд отличается от общего генофонда Восточной Европы, для которого характерна долготная изменчивость. Таким образом, характер изменчивости русского генофонда не сводим к исходной изменчивости субстратов, на основе которых он формировался. Предполагается, что широтная изменчивость русского генофонда возникла или усилилась в ходе собственной истории русского народа.
Степень гетерогенности русского генофонда Восточно-Европейской равнины выше, чем у большинства остальных народов Европы. Это может быть связано с большой численностью русских и большой территорией расселения. Население Восточной Европы в целом более гетерогенно, чем население Западной Европы. При этом население Западной Сибири, наоборот, более гетерогенно, чем русские и иные народы Восточной Европы. Таким образом генофонды Восточной Европы, в том числе и русский генофонд по уровню гетерогенности занимают промежуточное положение между Западной Европой и генофондами народов Западной Сибири. В пределах самого русского генофонда существуют достаточно значительные отличия между северными популяциями русских, и существенно меньшие между южными и центральными, то есть население Русского Севера более гетерогенно.
Определённый интерес представляет генофонд северных русских. Северные популяции русских демонстрируют довольно сильные отличия от остальных русских популяций. До недавнего времени предполагалось, что такие отличия могут объясняться значительным финно-угорским компонентом, вошедшим в состав северных русских в ходе славянской колонизации этой территории. Последние исследования, включившие в себя комплексный анализ маркеров Y-хромосомы, мтДНК и аутосомных маркеров, позволяют сделать вывод о более выраженном сходстве северных русских с населением Северной Европы в целом. В частности, северные русские по комплексу признаков геногеографии наиболее схожи с балтами (латыши и литовцы) и шведами, достаточно малые генетические расстояния отделяют их от прибалтийско-финских (финны, эстонцы, карелы, вепсы и ижорцы) и некоторых пермско-финскими (коми) народами, а также от многих народов Центральной и Восточной Европы. При этом народы поволжско-финской группы удалены и от всего европейского массива, и от северных русских, что может свидетельствовать об отсутствии предполагавшегося ранее сильного вклада финно-угорского пласта в формирование населения Русского Севера. Таким образом, выявленное сходство генофонда северных русских с генофондами Центральной Европы и севера Восточной Европы позволяет выдвинуть гипотезу о сохранении на этих территориях древнего палеоевропейского генофонда, вошедшего в состав как северных русских, так и остальных народов Северной Европы.

### Маркеры Y-хромосомы ДНК
По результатам исследования встречаемости гаплогрупп Y-хромосомы наиболее распространенные вариации гаплогрупп среди русских на 99,7 % совпадают с таковыми из Западной Евразии в рамках по крайней мере последних 3000 лет. Генетический пул русских сходен с остальными популяциями центральной и восточной Европы. В пределах русского генетического пула чётко выделяются две группы популяций. В северной группе («Мезень», «Пинега», «Красноборск» (Красноборский и Ленский районы)) обнаруживается близость с соседними финно-угорскими и балтскими популяциями. Южно-центральная группа, к которой относится подавляющее большинство русских популяций, входит в общий кластер с белорусами, украинцами и поляками.
Распределение гаплогрупп Y-хромосомы в некоторых исследованных русских популяциях:
| Популяция        | N=  | C    | E1b1b1a1 | E1b1b1b2a1 | F*  | G1*  | G2  | I*   | I1   | I2a1 | I2a2a | J1   | J2   | K*  | T   | N*   | N1a2b | N1a1 | Q    | R1a     | R1b1a1 | R1b1a2 | R2   |
| Популяция        | N=  | M130 | M78      | M123       | M89 | M285 | P15 | M170 | M253 | P37  | M223  | M267 | M172 | M9  | M70 | M231 | P43   | TAT  | M242 | SRY1532 | M73    | M269   | M124 |
| ---------------- | --- | ---- | -------- | ---------- | --- | ---- | --- | ---- | ---- | ---- | ----- | ---- | ---- | --- | --- | ---- | ----- | ---- | ---- | ------- | ------ | ------ | ---- |
| «Мезень»         | 54  | 0    | 0        | 0          | 1,9 | 0    | 0   | 0    | 0    | 0    | 0     | 0    | 0    | 0   | 0   | 0    | 7,4   | 46,3 | 0    | 44,4    | 0      | 0      | 0    |
| «Пинега»         | 114 | 0    | 0        | 0          | 0   | 0    | 0   | 0    | 0,9  | 4,4  | 0     | 0,9  | 0    | 0   | 0   | 0    | 15,8  | 23,7 | 0,9  | 39,5    | 0      | 14     | 0    |
| «Красноборск»    | 91  | 0    | 0        | 0          | 1,1 | 0    | 2,2 | 3,3  | 12,1 | 9,9  | 0     | 0    | 5,5  | 0   | 0   | 0    | 3,3   | 36,3 | 0    | 19,8    | 0      | 6,6    | 0    |
| «Вологда»        | 121 | 0    | 0,8      | 0          | 0   | 1,7  | 0,8 | 0    | 11,6 | 8,3  | 1,7   | 0    | 0,8  | 0   | 0   | 0    | 3,3   | 35,5 | 1,7  | 33,1    | 0      | 0,8    | 0    |
| Унжа             | 52  | 0    | 5,8      | 0          | 1,9 | 0    | 0   | 0    | 11,5 | 11,5 | 3,8   | 3,8  | 3,8  | 0   | 0   | 0    | 0     | 13,5 | 0    | 32,7    | 1,9    | 9,6    | 0    |
| Кашин            | 73  | 0    | 4,1      | 0          | 1,4 | 0    | 0   | 0    | 2,7  | 8,2  | 4,1   | 0    | 4,1  | 0   | 0   | 0    | 0     | 11   | 1,4  | 56,2    | 0      | 6,8    | 0    |
| Порхов           | 57  | 0    | 1,8      | 1,8        | 0   | 0    | 0   | 1,8  | 3,5  | 10,5 | 0     | 0    | 0    | 3,5 | 0   | 1,8  | 1,8   | 15,8 | 0    | 52,6    | 0      | 5,3    | 0    |
| Остров           | 75  | 0    | 4        | 0          | 0   | 0    | 0   | 1,3  | 6,7  | 9,3  | 0     | 1,3  | 1,3  | 0   | 0   | 0    | 0     | 28   | 0    | 45,3    | 0      | 2,7    | 0    |
| Рославль         | 107 | 0,9  | 7,5      | 0          | 0,9 | 0    | 0   | 0    | 1,9  | 10,3 | 0     | 0    | 2,8  | 1,9 | 2,8 | 0    | 0,9   | 13,1 | 0    | 45,8    | 0      | 11,2   | 0    |
| Ливны            | 110 | 0    | 0,9      | 0          | 0   | 0    | 0   | 0    | 8,2  | 13,6 | 0,9   | 0    | 0,9  | 0   | 2,7 | 0    | 0,9   | 4,5  | 0,9  | 62,7    | 0      | 3,6    | 0    |
| Пристень         | 45  | 0    | 2,2      | 0          | 0   | 0    | 0   | 0    | 4,4  | 17,8 | 0     | 0    | 2,2  | 0   | 2,2 | 0    | 0     | 13,3 | 0    | 55,6    | 0      | 2,2    | 0    |
| Репьёвка         | 96  | 0    | 1        | 0          | 1   | 0    | 2,1 | 1    | 3,1  | 16,7 | 0     | 2,1  | 1    | 0   | 0   | 0    | 0     | 6,3  | 0    | 59,4    | 0      | 5,2    | 1    |
| Белгород         | 143 | 0,7  | 0,7      | 0          | 0   | 0    | 0,7 | 0    | 3,5  | 12,6 | 0,7   | 0    | 4,2  | 0,7 | 1,4 | 0    | 0,7   | 11,9 | 0    | 59,4    | 0      | 2,8    | 0    |
| Кубанские казаки | 90  | 0    | 3,3      | 0          | 0   | 0    | 1,1 | 1,1  | 4,4  | 16,5 | 2,2   | 0    | 4,4  | 0   | 1,1 | 0    | 1,1   | 6,6  | 1,1  | 47,3    | 0      | 8,8    | 0    |

### Маркеры митохондриальной ДНК
По результатам многомерного анализа частот гаплогрупп митохондриальной ДНК русские входят в общеевропейский кластер популяций, включающий в себя все европейские популяции, за исключением саамов, удмуртов, башкир, ненцев, манси и народов Кавказа. Внутри данного кластера можно выделить более узкую группу популяций, в которую входят все европейские народы, в том числе русские, за исключением татар, чувашей и большинства финно-угорских популяций. Гомогенность популяций Европы в пределах данной «узко-европейской» группы высока. Тем не менее, в ней могут быть выделены отдельные кластеры, как правило, совпадающие с этно-лингвистическими группами. Русские входят в «славянский кластер», включающий в себя все исследованные народы славянской группы, а также венгров и эстонцев.
При сравнении митохондриального генофонда отдельных русских популяций с популяциями соседних народов было выделено 3 генетических кластера. В «восточноевропейский» кластер вошли южные и центральные русские, белорусы, украинцы, западнославянские и балтские народы. В «североевропейский» кластер вошли северные русские и западно-финские народы (финны, карелы, мордва). Тюркские и восточно-финские народы Восточной Европы (татары, чуваши, коми, марийцы) образовали отдельный «приуральский» кластер.
При изучении внутрипопуляционной изменчивости митохондриальной ДНК в европейских популяциях была выявлена общая тенденция убывания разнообразия митохондриальной ДНК с юга на север, в которую укладываются и русские популяции. Этот факт может объясняться такими взаимосвязанными факторами, как меньшая плотность населения на севере, большая изолированность северных популяций, и как следствие, более высокая интенсивность дрейфа генов в них.
Митохондриальный геном русских в целом типично европейский, доля восточноевразийского компонента в русском митохондриальном геноме не превышает 2 %. Существуют определённые различия в доле восточноевразийского компонента в генофонде различных русских популяций. Среди русских южных и центральных регионов доля восточноевразийских гаплогрупп митохондриальной ДНК составляет 1,3 %, что сравнимо с показателями западных славян (1,6 %), среди северных русских — до 4 %, среди поморов — до 5 %.
Распределение гаплогрупп митохондриальной ДНК в некоторых исследованных русских популяциях:
| Популяция | N= | H    | V   | Pre*V | HV* | R1  | J    | T*   | T1   | K   | U1  | U2  | U3  | U4  | U5a  | U6b | U7  | U8  | I   | N1a | N1b | W   | X   | C   | D | G2a | M1  | L1b | L3b |
| --------- | -- | ---- | --- | ----- | --- | --- | ---- | ---- | ---- | --- | --- | --- | --- | --- | ---- | --- | --- | --- | --- | --- | --- | --- | --- | --- | - | --- | --- | --- | --- |
| Тула      | 73 | 58,9 | 1,4 | 1,4   | 1,4 | 0   | 5,5  | 8,2  | 1,4  | 2,7 | 0   | 0   | 2,7 | 4,1 | 2,7  | 2,7 | 0   | 0   | 2,7 | 1,4 | 1,4 | 0   | 0   | 0   | 0 | 0   | 0   | 1,4 | 0   |
| Калуга    | 71 | 38,0 | 2,8 | 0     | 2,8 | 0   | 4,2  | 11,3 | 2,8  | 4,2 | 1,4 | 2,8 | 1,4 | 8,5 | 8,5  | 2,8 | 0   | 0   | 1,4 | 0   | 0   | 0   | 2,8 | 2,8 | 0 | 0   | 0   | 0   | 1,4 |
| Владимир  | 72 | 38,5 | 0   | 0     | 1,4 | 0   | 8,3  | 8,3  | 11,1 | 6,9 | 0   | 1,4 | 1,4 | 2,8 | 6,9  | 0   | 1,4 | 0   | 5,6 | 1,4 | 1,4 | 4,2 | 1,4 | 0   | 0 | 0   | 1,4 | 0   | 0   |
| Ярославль | 41 | 48,8 | 0   | 2,4   | 4,9 | 0   | 4,9  | 2,4  | 0    | 0   | 7,3 | 0   | 0   | 0   | 4,9  | 9,8 | 0   | 0   | 0   | 2,4 | 2,4 | 2,4 | 0   | 4,9 | 0 | 2,4 | 0   | 0   | 0   |
| Псков     | 68 | 42,6 | 5,9 | 0     | 0   | 1,5 | 11,8 | 2,9  | 2,9  | 0   | 0   | 2,9 | 0   | 2,9 | 17,6 | 2,9 | 0   | 1,5 | 0   | 0   | 0   | 2,9 | 0   | 0   | 0 | 1,5 | 0   | 0   | 0   |

### Аутосомные маркеры
Аутосомные маркеры — маркеры неполовых хромосом. Как правило, эти гены кодируют синтез определённых белков, ферментов и т. п.

#### Биохимические маркеры
Генетико-биохимические маркеры, как правило, представляют собой гены, кодирующие синтез ферментов. Полиморфизм некоторых иммунологических маркеров крови также может быть отнесён к биохимическому полиморфизму, так как эти гены кодируют ферменты, катализирующие соединение соответствующих сахаров с группоспецифическими гликопротеидами или гликолипидами.
Показано, что полиморфизм многих биохимических маркеров может быть использован в популяционных исследованиях.
В таблице приведены частоты некоторых биохимических маркеров эритроцитарной фракции крови, сыворотки крови, иммунологических маркеров крови.
| Биохимический маркер            | Геногеография | Аллельные частоты у русских | Аллельные частоты у русских | Аллельные частоты у русских | Аллельные частоты у русских | Аллельные частоты у русских | Аллельные частоты у русских | Аллельные частоты у русских | Аллельные частоты у русских | Аллельные частоты у русских | Аллельные частоты у русских | Аллельные частоты у русских | Аллельные частоты у русских | Аллельные частоты у русских | Аллельные частоты у русских | Аллельные частоты у русских | Аллельные частоты у русских | Аллельные частоты у русских | Аллельные частоты у русских | Аллельные частоты у русских | Аллельные частоты у русских | Аллельные частоты у русских | Аллельные частоты у русских | Аллельные частоты у русских | Аллельные частоты у русских | Аллельные частоты у русских | Аллельные частоты у русских | Аллельные частоты у русских | Аллельные частоты у русских | Аллельные частоты у русских | Аллельные частоты у русских | Аллельные частоты у русских | Аллельные частоты у русских | Аллельные частоты у русских | Аллельные частоты у русских | Аллельные частоты у русских | Аллельные частоты у русских | Аллельные частоты у русских | Аллельные частоты у русских | Аллельные частоты у русских | Аллельные частоты у русских | Аллельные частоты у русских | Аллельные частоты у русских | Аллельные частоты у русских | Аллельные частоты у русских | Аллельные частоты у русских | Аллельные частоты у русских | Аллельные частоты у русских | Аллельные частоты у русских | Аллельные частоты у русских | Аллельные частоты у русских | Аллельные частоты у русских | Аллельные частоты у русских | Аллельные частоты у русских | Аллельные частоты у русских | Аллельные частоты у русских | Аллельные частоты у русских | Аллельные частоты у русских | Аллельные частоты у русских | Аллельные частоты у русских | Аллельные частоты у русских |
| ------------------------------- | --- | --------------------------- | --------------------------- | --------------------------- | --------------------------- | --------------------------- | --------------------------- | --------------------------- | --------------------------- | --------------------------- | --------------------------- | --------------------------- | --------------------------- | --------------------------- | --------------------------- | --------------------------- | --------------------------- | --------------------------- | --------------------------- | --------------------------- | --------------------------- | --------------------------- | --------------------------- | --------------------------- | --------------------------- | --------------------------- | --------------------------- | --------------------------- | --------------------------- | --------------------------- | --------------------------- | --------------------------- | --------------------------- | --------------------------- | --------------------------- | --------------------------- | --------------------------- | --------------------------- | --------------------------- | --------------------------- | --------------------------- | --------------------------- | --------------------------- | --------------------------- | --------------------------- | --------------------------- | --------------------------- | --------------------------- | --------------------------- | --------------------------- | --------------------------- | --------------------------- | --------------------------- | --------------------------- | --------------------------- | --------------------------- | --------------------------- | --------------------------- | --------------------------- | --------------------------- | --------------------------- |
| Группа крови (система AB0)      | Частота гена А — 0,05 среди населения Центральной и Южной Америки, 0,25—0,3 среди населения Центральной Европы, 0,4—0,45 среди населения Центральной Австралии и Северной Европы. Частота гена В — 0,0—0,05 среди населения американского континента, 0,05—0,1 среди населения Западной и Центральной Европы, 0,1—0,2 среди населения Восточной Европы, 0,2—0,3 среди азиатского населения. Частота гена 0 — 0,5—0,55 среди населения некоторых азиатских регионов, 0,6—0,65 среди населения Центральной и Восточной Европы, 0,65—0,7 среди населения Южной и Западной Европы, 0,95—1,0 среди населения Центральной и Южной Америки.                            | 0                           | 0                           | 0                           | 0                           | 0                           | 0                           | 0                           | 0                           | 0                           | 0                           | 0                           | 0                           | 0                           | 0                           | 0                           | 0                           | 0                           | 0                           | 0                           | 0                           | A                           | A                           | A                           | A                           | A                           | A                           | A                           | A                           | A                           | A                           | A                           | A                           | A                           | A                           | A                           | A                           | A                           | A                           | A                           | A                           | B                           | B                           | B                           | B                           | B                           | B                           | B                           | B                           | B                           | B                           | B                           | B                           | B                           | B                           | B                           | B                           | B                           | B                           | B                           | B                           |
| Группа крови (система AB0)      | Частота гена А — 0,05 среди населения Центральной и Южной Америки, 0,25—0,3 среди населения Центральной Европы, 0,4—0,45 среди населения Центральной Австралии и Северной Европы. Частота гена В — 0,0—0,05 среди населения американского континента, 0,05—0,1 среди населения Западной и Центральной Европы, 0,1—0,2 среди населения Восточной Европы, 0,2—0,3 среди азиатского населения. Частота гена 0 — 0,5—0,55 среди населения некоторых азиатских регионов, 0,6—0,65 среди населения Центральной и Восточной Европы, 0,65—0,7 среди населения Южной и Западной Европы, 0,95—1,0 среди населения Центральной и Южной Америки.                            | 0,598                       | 0,598                       | 0,598                       | 0,598                       | 0,598                       | 0,598                       | 0,598                       | 0,598                       | 0,598                       | 0,598                       | 0,598                       | 0,598                       | 0,598                       | 0,598                       | 0,598                       | 0,598                       | 0,598                       | 0,598                       | 0,598                       | 0,598                       | 0,247                       | 0,247                       | 0,247                       | 0,247                       | 0,247                       | 0,247                       | 0,247                       | 0,247                       | 0,247                       | 0,247                       | 0,247                       | 0,247                       | 0,247                       | 0,247                       | 0,247                       | 0,247                       | 0,247                       | 0,247                       | 0,247                       | 0,247                       | 0,156                       | 0,156                       | 0,156                       | 0,156                       | 0,156                       | 0,156                       | 0,156                       | 0,156                       | 0,156                       | 0,156                       | 0,156                       | 0,156                       | 0,156                       | 0,156                       | 0,156                       | 0,156                       | 0,156                       | 0,156                       | 0,156                       | 0,156                       |
| Резус-фактор                    | В странах Тихоокеанского бассейна (Америка, Австралия, Океания, Восточная и Юго-Восточная Азия) концентрация варианта D, как правило, выше 0,8, в Южной и Юго-Западной Азии, а также в Африке (южнее Сахары) до 0,8, в Европе и Северной Африке она ещё ниже, падая у берегов Атлантики (Испания, Франция, Англия, Скандинавия) ниже 0,6. | Rh*D                        | Rh*D                        | Rh*D                        | Rh*D                        | Rh*D                        | Rh*D                        | Rh*D                        | Rh*D                        | Rh*D                        | Rh*D                        | Rh*D                        | Rh*D                        | Rh*D                        | Rh*D                        | Rh*D                        | Rh*D                        | Rh*D                        | Rh*D                        | Rh*D                        | Rh*D                        | Rh*D                        | Rh*D                        | Rh*D                        | Rh*D                        | Rh*D                        | Rh*D                        | Rh*D                        | Rh*D                        | Rh*D                        | Rh*D                        | Rh*d                        | Rh*d                        | Rh*d                        | Rh*d                        | Rh*d                        | Rh*d                        | Rh*d                        | Rh*d                        | Rh*d                        | Rh*d                        | Rh*d                        | Rh*d                        | Rh*d                        | Rh*d                        | Rh*d                        | Rh*d                        | Rh*d                        | Rh*d                        | Rh*d                        | Rh*d                        | Rh*d                        | Rh*d                        | Rh*d                        | Rh*d                        | Rh*d                        | Rh*d                        | Rh*d                        | Rh*d                        | Rh*d                        | Rh*d                        |
| Резус-фактор                    | В странах Тихоокеанского бассейна (Америка, Австралия, Океания, Восточная и Юго-Восточная Азия) концентрация варианта D, как правило, выше 0,8, в Южной и Юго-Западной Азии, а также в Африке (южнее Сахары) до 0,8, в Европе и Северной Африке она ещё ниже, падая у берегов Атлантики (Испания, Франция, Англия, Скандинавия) ниже 0,6. | 0,632                       | 0,632                       | 0,632                       | 0,632                       | 0,632                       | 0,632                       | 0,632                       | 0,632                       | 0,632                       | 0,632                       | 0,632                       | 0,632                       | 0,632                       | 0,632                       | 0,632                       | 0,632                       | 0,632                       | 0,632                       | 0,632                       | 0,632                       | 0,632                       | 0,632                       | 0,632                       | 0,632                       | 0,632                       | 0,632                       | 0,632                       | 0,632                       | 0,632                       | 0,632                       | 0,368                       | 0,368                       | 0,368                       | 0,368                       | 0,368                       | 0,368                       | 0,368                       | 0,368                       | 0,368                       | 0,368                       | 0,368                       | 0,368                       | 0,368                       | 0,368                       | 0,368                       | 0,368                       | 0,368                       | 0,368                       | 0,368                       | 0,368                       | 0,368                       | 0,368                       | 0,368                       | 0,368                       | 0,368                       | 0,368                       | 0,368                       | 0,368                       | 0,368                       | 0,368                       |
| Кислая эритроцитарная фосфатаза | Обнаружено шесть основных фенотипов, определяемых аллелями АСР1*А, АСР1*В, АСР1*С. Из них аллель АСР1*С является самым редким и встречается у европеоидов с частотой 0,03—0,07, у монголоидов, негроидов и аборигенов Австралии с частотой ещё меньшей, а в некоторых популяциях отсутствует полностью. | ACP1*A                      | ACP1*A                      | ACP1*A                      | ACP1*A                      | ACP1*A                      | ACP1*A                      | ACP1*A                      | ACP1*A                      | ACP1*A                      | ACP1*A                      | ACP1*A                      | ACP1*A                      | ACP1*A                      | ACP1*A                      | ACP1*A                      | ACP1*A                      | ACP1*A                      | ACP1*A                      | ACP1*A                      | ACP1*A                      | ACP1*B                      | ACP1*B                      | ACP1*B                      | ACP1*B                      | ACP1*B                      | ACP1*B                      | ACP1*B                      | ACP1*B                      | ACP1*B                      | ACP1*B                      | ACP1*B                      | ACP1*B                      | ACP1*B                      | ACP1*B                      | ACP1*B                      | ACP1*B                      | ACP1*B                      | ACP1*B                      | ACP1*B                      | ACP1*B                      | ACP1*C                      | ACP1*C                      | ACP1*C                      | ACP1*C                      | ACP1*C                      | ACP1*C                      | ACP1*C                      | ACP1*C                      | ACP1*C                      | ACP1*C                      | ACP1*C                      | ACP1*C                      | ACP1*C                      | ACP1*C                      | ACP1*C                      | ACP1*C                      | ACP1*C                      | ACP1*C                      | ACP1*C                      | ACP1*C                      |
| Кислая эритроцитарная фосфатаза | Обнаружено шесть основных фенотипов, определяемых аллелями АСР1*А, АСР1*В, АСР1*С. Из них аллель АСР1*С является самым редким и встречается у европеоидов с частотой 0,03—0,07, у монголоидов, негроидов и аборигенов Австралии с частотой ещё меньшей, а в некоторых популяциях отсутствует полностью. | 0,339                       | 0,339                       | 0,339                       | 0,339                       | 0,339                       | 0,339                       | 0,339                       | 0,339                       | 0,339                       | 0,339                       | 0,339                       | 0,339                       | 0,339                       | 0,339                       | 0,339                       | 0,339                       | 0,339                       | 0,339                       | 0,339                       | 0,339                       | 0,608                       | 0,608                       | 0,608                       | 0,608                       | 0,608                       | 0,608                       | 0,608                       | 0,608                       | 0,608                       | 0,608                       | 0,608                       | 0,608                       | 0,608                       | 0,608                       | 0,608                       | 0,608                       | 0,608                       | 0,608                       | 0,608                       | 0,608                       | 0,053                       | 0,053                       | 0,053                       | 0,053                       | 0,053                       | 0,053                       | 0,053                       | 0,053                       | 0,053                       | 0,053                       | 0,053                       | 0,053                       | 0,053                       | 0,053                       | 0,053                       | 0,053                       | 0,053                       | 0,053                       | 0,053                       | 0,053                       |
| Глиоксалаза 1                   | Два аллеля GLO1*1 и GLO1*2, по крайней мере, среди европейского населения распределяются почти с одинаковой частотой. | GLO1*1                      | GLO1*1                      | GLO1*1                      | GLO1*1                      | GLO1*1                      | GLO1*1                      | GLO1*1                      | GLO1*1                      | GLO1*1                      | GLO1*1                      | GLO1*1                      | GLO1*1                      | GLO1*1                      | GLO1*1                      | GLO1*1                      | GLO1*1                      | GLO1*1                      | GLO1*1                      | GLO1*1                      | GLO1*1                      | GLO1*1                      | GLO1*1                      | GLO1*1                      | GLO1*1                      | GLO1*1                      | GLO1*1                      | GLO1*1                      | GLO1*1                      | GLO1*1                      | GLO1*1                      | GLO1*2                      | GLO1*2                      | GLO1*2                      | GLO1*2                      | GLO1*2                      | GLO1*2                      | GLO1*2                      | GLO1*2                      | GLO1*2                      | GLO1*2                      | GLO1*2                      | GLO1*2                      | GLO1*2                      | GLO1*2                      | GLO1*2                      | GLO1*2                      | GLO1*2                      | GLO1*2                      | GLO1*2                      | GLO1*2                      | GLO1*2                      | GLO1*2                      | GLO1*2                      | GLO1*2                      | GLO1*2                      | GLO1*2                      | GLO1*2                      | GLO1*2                      | GLO1*2                      | GLO1*2                      |
| Глиоксалаза 1                   | Два аллеля GLO1*1 и GLO1*2, по крайней мере, среди европейского населения распределяются почти с одинаковой частотой. | 0,327                       | 0,327                       | 0,327                       | 0,327                       | 0,327                       | 0,327                       | 0,327                       | 0,327                       | 0,327                       | 0,327                       | 0,327                       | 0,327                       | 0,327                       | 0,327                       | 0,327                       | 0,327                       | 0,327                       | 0,327                       | 0,327                       | 0,327                       | 0,327                       | 0,327                       | 0,327                       | 0,327                       | 0,327                       | 0,327                       | 0,327                       | 0,327                       | 0,327                       | 0,327                       | 0,673                       | 0,673                       | 0,673                       | 0,673                       | 0,673                       | 0,673                       | 0,673                       | 0,673                       | 0,673                       | 0,673                       | 0,673                       | 0,673                       | 0,673                       | 0,673                       | 0,673                       | 0,673                       | 0,673                       | 0,673                       | 0,673                       | 0,673                       | 0,673                       | 0,673                       | 0,673                       | 0,673                       | 0,673                       | 0,673                       | 0,673                       | 0,673                       | 0,673                       | 0,673                       |
| Трансферрин                     | Два наиболее распространённых аллеля TF*C1 и TF*C2 присутствуют во всех популяциях. У европейцев и американских белых TF*C1 встречается с частотой 75—78 %. TF*C2 в европейских популяциях имеет частоту 13—19 %, в азиатских — 15—34 %. TF*C3 встречается европеоидных группах с частотой 4—7 %, в популяциях Индии — 1—4 %, отдельные случаи встречаемости в Восточной Азии, некоторых группах Тихоокеанского бассейна и у американских негров. В других популяциях он полностью отсутствует. По мнению ряда авторов, аллель С3 имеет европейское происхождение. TF*DChi является маркером монголоидных популяций и он широко распространён в Восточной Азии. | TF*B                        | TF*B                        | TF*B                        | TF*B                        | TF*B                        | TF*B                        | TF*B                        | TF*B                        | TF*B                        | TF*B                        | TF*B                        | TF*B                        | TF*C1                       | TF*C1                       | TF*C1                       | TF*C1                       | TF*C1                       | TF*C1                       | TF*C1                       | TF*C1                       | TF*C1                       | TF*C1                       | TF*C1                       | TF*C1                       | TF*C2                       | TF*C2                       | TF*C2                       | TF*C2                       | TF*C2                       | TF*C2                       | TF*C2                       | TF*C2                       | TF*C2                       | TF*C2                       | TF*C2                       | TF*C2                       | TF*C3                       | TF*C3                       | TF*C3                       | TF*C3                       | TF*C3                       | TF*C3                       | TF*C3                       | TF*C3                       | TF*C3                       | TF*C3                       | TF*C3                       | TF*C3                       | TF*DChi                     | TF*DChi                     | TF*DChi                     | TF*DChi                     | TF*DChi                     | TF*DChi                     | TF*DChi                     | TF*DChi                     | TF*DChi                     | TF*DChi                     | TF*DChi                     | TF*DChi                     |
| Трансферрин                     | Два наиболее распространённых аллеля TF*C1 и TF*C2 присутствуют во всех популяциях. У европейцев и американских белых TF*C1 встречается с частотой 75—78 %. TF*C2 в европейских популяциях имеет частоту 13—19 %, в азиатских — 15—34 %. TF*C3 встречается европеоидных группах с частотой 4—7 %, в популяциях Индии — 1—4 %, отдельные случаи встречаемости в Восточной Азии, некоторых группах Тихоокеанского бассейна и у американских негров. В других популяциях он полностью отсутствует. По мнению ряда авторов, аллель С3 имеет европейское происхождение. TF*DChi является маркером монголоидных популяций и он широко распространён в Восточной Азии. | 0,018                       | 0,018                       | 0,018                       | 0,018                       | 0,018                       | 0,018                       | 0,018                       | 0,018                       | 0,018                       | 0,018                       | 0,018                       | 0,018                       | 0,827                       | 0,827                       | 0,827                       | 0,827                       | 0,827                       | 0,827                       | 0,827                       | 0,827                       | 0,827                       | 0,827                       | 0,827                       | 0,827                       | 0,112                       | 0,112                       | 0,112                       | 0,112                       | 0,112                       | 0,112                       | 0,112                       | 0,112                       | 0,112                       | 0,112                       | 0,112                       | 0,112                       | 0,037                       | 0,037                       | 0,037                       | 0,037                       | 0,037                       | 0,037                       | 0,037                       | 0,037                       | 0,037                       | 0,037                       | 0,037                       | 0,037                       | 0,005                       | 0,005                       | 0,005                       | 0,005                       | 0,005                       | 0,005                       | 0,005                       | 0,005                       | 0,005                       | 0,005                       | 0,005                       | 0,005                       |
| Группоспецифический компонент   | В европейских популяциях соотношение частот встречаемости аллелей GC*1F:GC*1S составляет от 2:10 до 3:10. Среди монголоидных популяций, в отличие от европейских, частота встречаемости GC*1F преобладает, ещё большая плотность этого гена свойственна негроидным популяциям. Частота встречаемости аллеля GC*2 составляет среди европеоидных популяций около 28 %, монголоидных — около 23 %, негроидных — около 8 % и среди аборигенов Австралии — около 12 %. | GC*1F                       | GC*1F                       | GC*1F                       | GC*1F                       | GC*1F                       | GC*1F                       | GC*1F                       | GC*1F                       | GC*1F                       | GC*1F                       | GC*1F                       | GC*1F                       | GC*1F                       | GC*1F                       | GC*1F                       | GC*1F                       | GC*1F                       | GC*1F                       | GC*1F                       | GC*1F                       | GC*1S                       | GC*1S                       | GC*1S                       | GC*1S                       | GC*1S                       | GC*1S                       | GC*1S                       | GC*1S                       | GC*1S                       | GC*1S                       | GC*1S                       | GC*1S                       | GC*1S                       | GC*1S                       | GC*1S                       | GC*1S                       | GC*1S                       | GC*1S                       | GC*1S                       | GC*1S                       | GC*2                        | GC*2                        | GC*2                        | GC*2                        | GC*2                        | GC*2                        | GC*2                        | GC*2                        | GC*2                        | GC*2                        | GC*2                        | GC*2                        | GC*2                        | GC*2                        | GC*2                        | GC*2                        | GC*2                        | GC*2                        | GC*2                        | GC*2                        |
| Группоспецифический компонент   | В европейских популяциях соотношение частот встречаемости аллелей GC*1F:GC*1S составляет от 2:10 до 3:10. Среди монголоидных популяций, в отличие от европейских, частота встречаемости GC*1F преобладает, ещё большая плотность этого гена свойственна негроидным популяциям. Частота встречаемости аллеля GC*2 составляет среди европеоидных популяций около 28 %, монголоидных — около 23 %, негроидных — около 8 % и среди аборигенов Австралии — около 12 %. | 0,119                       | 0,119                       | 0,119                       | 0,119                       | 0,119                       | 0,119                       | 0,119                       | 0,119                       | 0,119                       | 0,119                       | 0,119                       | 0,119                       | 0,119                       | 0,119                       | 0,119                       | 0,119                       | 0,119                       | 0,119                       | 0,119                       | 0,119                       | 0,615                       | 0,615                       | 0,615                       | 0,615                       | 0,615                       | 0,615                       | 0,615                       | 0,615                       | 0,615                       | 0,615                       | 0,615                       | 0,615                       | 0,615                       | 0,615                       | 0,615                       | 0,615                       | 0,615                       | 0,615                       | 0,615                       | 0,615                       | 0,262                       | 0,262                       | 0,262                       | 0,262                       | 0,262                       | 0,262                       | 0,262                       | 0,262                       | 0,262                       | 0,262                       | 0,262                       | 0,262                       | 0,262                       | 0,262                       | 0,262                       | 0,262                       | 0,262                       | 0,262                       | 0,262                       | 0,262                       |
| Фосфоглюкомутаза                | Обнаружена направленная географическая изменчивость частот фосфоглюкомутазы в зависимости от климатических характеристик. | PGM1*1+                     | PGM1*1+                     | PGM1*1+                     | PGM1*1+                     | PGM1*1+                     | PGM1*1+                     | PGM1*1+                     | PGM1*1+                     | PGM1*1+                     | PGM1*1+                     | PGM1*1+                     | PGM1*1+                     | PGM1*1+                     | PGM1*1+                     | PGM1*1+                     | PGM1*1-                     | PGM1*1-                     | PGM1*1-                     | PGM1*1-                     | PGM1*1-                     | PGM1*1-                     | PGM1*1-                     | PGM1*1-                     | PGM1*1-                     | PGM1*1-                     | PGM1*1-                     | PGM1*1-                     | PGM1*1-                     | PGM1*1-                     | PGM1*1-                     | PGM1*2+                     | PGM1*2+                     | PGM1*2+                     | PGM1*2+                     | PGM1*2+                     | PGM1*2+                     | PGM1*2+                     | PGM1*2+                     | PGM1*2+                     | PGM1*2+                     | PGM1*2+                     | PGM1*2+                     | PGM1*2+                     | PGM1*2+                     | PGM1*2+                     | PGM1*2-                     | PGM1*2-                     | PGM1*2-                     | PGM1*2-                     | PGM1*2-                     | PGM1*2-                     | PGM1*2-                     | PGM1*2-                     | PGM1*2-                     | PGM1*2-                     | PGM1*2-                     | PGM1*2-                     | PGM1*2-                     | PGM1*2-                     | PGM1*2-                     |
| Фосфоглюкомутаза                | Обнаружена направленная географическая изменчивость частот фосфоглюкомутазы в зависимости от климатических характеристик. | 0,591                       | 0,591                       | 0,591                       | 0,591                       | 0,591                       | 0,591                       | 0,591                       | 0,591                       | 0,591                       | 0,591                       | 0,591                       | 0,591                       | 0,591                       | 0,591                       | 0,591                       | 0,241                       | 0,241                       | 0,241                       | 0,241                       | 0,241                       | 0,241                       | 0,241                       | 0,241                       | 0,241                       | 0,241                       | 0,241                       | 0,241                       | 0,241                       | 0,241                       | 0,241                       | 0,090                       | 0,090                       | 0,090                       | 0,090                       | 0,090                       | 0,090                       | 0,090                       | 0,090                       | 0,090                       | 0,090                       | 0,090                       | 0,090                       | 0,090                       | 0,090                       | 0,090                       | 0,079                       | 0,079                       | 0,079                       | 0,079                       | 0,079                       | 0,079                       | 0,079                       | 0,079                       | 0,079                       | 0,079                       | 0,079                       | 0,079                       | 0,079                       | 0,079                       | 0,079                       |
| Эстераза D                      | Самыми высокими значениями аллеля EstD*1 характеризуются негроидные группы (0,89—0,95). Несколько ниже концентрация гена EstD*1 у европейцев (0,85—0,89). Таким образом, по уменьшению частоты гена EstD*1 популяции мира располагаются в следующем порядке: негроиды, европеоиды, группы Индии, монголоиды. Наиболее высокие частоты гена EstD*2 присущи монголоидам (до 0,408 у тибетцев). Остальные аллели встречаются чрезвычайно редко. | EstD*1                      | EstD*1                      | EstD*1                      | EstD*1                      | EstD*1                      | EstD*1                      | EstD*1                      | EstD*1                      | EstD*1                      | EstD*1                      | EstD*1                      | EstD*1                      | EstD*1                      | EstD*1                      | EstD*1                      | EstD*2                      | EstD*2                      | EstD*2                      | EstD*2                      | EstD*2                      | EstD*2                      | EstD*2                      | EstD*2                      | EstD*2                      | EstD*2                      | EstD*2                      | EstD*2                      | EstD*2                      | EstD*2                      | EstD*2                      | EstD*5                      | EstD*5                      | EstD*5                      | EstD*5                      | EstD*5                      | EstD*5                      | EstD*5                      | EstD*5                      | EstD*5                      | EstD*5                      | EstD*5                      | EstD*5                      | EstD*5                      | EstD*5                      | EstD*5                      | EstD*7                      | EstD*7                      | EstD*7                      | EstD*7                      | EstD*7                      | EstD*7                      | EstD*7                      | EstD*7                      | EstD*7                      | EstD*7                      | EstD*7                      | EstD*7                      | EstD*7                      | EstD*7                      | EstD*7                      |
| Эстераза D                      | Самыми высокими значениями аллеля EstD*1 характеризуются негроидные группы (0,89—0,95). Несколько ниже концентрация гена EstD*1 у европейцев (0,85—0,89). Таким образом, по уменьшению частоты гена EstD*1 популяции мира располагаются в следующем порядке: негроиды, европеоиды, группы Индии, монголоиды. Наиболее высокие частоты гена EstD*2 присущи монголоидам (до 0,408 у тибетцев). Остальные аллели встречаются чрезвычайно редко. | 0,885                       | 0,885                       | 0,885                       | 0,885                       | 0,885                       | 0,885                       | 0,885                       | 0,885                       | 0,885                       | 0,885                       | 0,885                       | 0,885                       | 0,885                       | 0,885                       | 0,885                       | 0,112                       | 0,112                       | 0,112                       | 0,112                       | 0,112                       | 0,112                       | 0,112                       | 0,112                       | 0,112                       | 0,112                       | 0,112                       | 0,112                       | 0,112                       | 0,112                       | 0,112                       | 0,002                       | 0,002                       | 0,002                       | 0,002                       | 0,002                       | 0,002                       | 0,002                       | 0,002                       | 0,002                       | 0,002                       | 0,002                       | 0,002                       | 0,002                       | 0,002                       | 0,002                       | 0,001                       | 0,001                       | 0,001                       | 0,001                       | 0,001                       | 0,001                       | 0,001                       | 0,001                       | 0,001                       | 0,001                       | 0,001                       | 0,001                       | 0,001                       | 0,001                       | 0,001                       |

#### Минисателлитные и микросателлитные маркеры

Генетические расстояния между популяциями Восточной Европы по результатам исследования полиморфизма 3’ApoB. Красным цветом обозначены русские популяции, зелёным — белорусские, синим — украинские, серым — остальные

Наиболее изученными в российских популяциях гипервариабельными минисателлитными локусами являются D1S80, D1S111, IL-1RN и 3’ApoB, так как они представляют наибольший интерес с точки зрения судебно-генетической экспертизы. Изучение полиморфизма локусов D1S80 и 3’ApoB также используется в популяционных исследованиях, так как данные маркеры обладают весьма высокой дифференцирующей способностью. Минисателлитный локус D1S80 локализован на коротком плече 1-й хромосомы. Минисателлитный локус 3’АроВ локализован на коротком плече 2-й хромосомы и представляет собой высокополиморфный участок на расстоянии 500 пар оснований после 3'-конца гена аполипопротеина В.
Исследования минисателлитных локусов D1S80 и 3’ApoB показали единство всех восточнославянских популяций и их отличие от коми-зырян, башкир, якутов и северокавказских народов, что может объясняться общим происхождением восточных славян и незначительностью влияния на их генофонд обозначенных этносов.
В 2011 году была исследована генетическая вариабельность 15 широко используемых в судебно-генетической экспертизе микросателлитных маркеров в 17 популяциях Восточной Европы, в том числе в 6 русских городских популяциях (Москва, Белгород, Орёл, Ярославль, Оренбург, Томск).
Все русские группы, а также белорусы, украинцы и коми характеризуются общностью генного пула по указанным маркерам и отсутствием значимой межпопуляционной дифференциации. При этом группа славянских популяций (русские, белорусы, украинцы) значительно отличается от большинства других популяций, в частности, волго-уральского и северокавказского регионов. Все исследованные русские городские популяции, несмотря на значительные географические расстояния между ними, демонстрируют полное отсутствие межпопуляционных различий по исследованным 15 микросателлитным маркерам. По результатам многомерного шкалирования все европейские популяции, включая восточных славян и коми, вошли в общий кластер, что указывает на единство их генофонда. Народы волго-уральского региона и Северного Кавказа образуют отдельные кластеры.

#### Главный комплекс гистосовместимости
Комплекс генов HLA (главного комплекса гистосовместимости) локализован на коротком плече 6-й хромосомы и занимает 3500 тысяч пар оснований, содержит более 220 генов. Он выполняет функции генетического контроля иммунного ответа и поддержания иммунного гомеостаза. Гены локуса HLA DP, DQ и DR кодируют молекулы II класса, выявленные на поверхности антиген-представляющих клеток (хелперов), в частности, В-лимфоцитов, Т-хелперов и некоторых других.
Система HLA является одной из наиболее полиморфных генетических систем. Показано, что, несмотря на влияние направленного естественного отбора, распределение генов HLA II класса адекватно отражает геногеографию этнических групп, и особенности полиморфизма генов HLA могут быть использованы в популяционных исследованиях.
Наибольший полиморфизм проявляет ген DRB1, его изучение наиболее информативно при популяционных исследованиях.
Частоты аллелей системы DRB1 в некоторых восточнославянских популяциях:
| Популяция   | Северные белорусы (Витебская область) | Южные белорусы (Брестская область) | Центральные украинцы (Хмельницкая область) | Западные украинцы (Львовская область) | Русские (Вологодская область) |
| Аллель DRB1 | N=100                                 | N=105                              | N=137                                      | N=102                                 | N=121                         |
| ----------- | ------------------------------------- | ---------------------------------- | ------------------------------------------ | ------------------------------------- | ----------------------------- |
| *01         | 10,0 %                                | 10,5 %                             | 9,5 %                                      | 12,2 %                                | 12,4 %                        |
| *03         | 7,0 %                                 | 9,0 %                              | 5,5 %                                      | 7,8 %                                 | 7,4 %                         |
| *04         | 7,5 %                                 | 12,9 %                             | 10,9 %                                     | 11,3 %                                | 14,0                          |
| *07         | 10,5                                  | 10,5                               | 14,6                                       | 15,2                                  | 14,9                          |
| *08         | 5,5 %                                 | 2,9 %                              | 3,6 %                                      | 5,4 %                                 | 5,4 %                         |
| *09         | 0                                     | 1,9 %                              | 0,4 %                                      | 1,5 %                                 | 2,5 %                         |
| *10         | 0                                     | 0,5 %                              | 1,1 %                                      | 0                                     | 0,4 %                         |
| *11         | 15,0 %                                | 13,3 %                             | 18,6 %                                     | 18,6 %                                | 9,5 %                         |
| *12         | 4,0 %                                 | 3,8 %                              | 2,2 %                                      | 0,5 %                                 | 1,2 %                         |
| *13         | 16,5 %                                | 11,9 %                             | 12,4 %                                     | 10,8 %                                | 14,9 %                        |
| *14         | 1,0 %                                 | 2,9 %                              | 2,2 %                                      | 2,0 %                                 | 1,2 %                         |
| *15         | 18,0 %                                | 13,3 %                             | 10,2 %                                     | 9,8 %                                 | 14,5 %                        |
| *16         | 5,0 %                                 | 6,7 %                              | 8,8 %                                      | 5,9 %                                 | 1,6 %                         |

Частоты аллелей гена DRB1 в популяциях восточных славян соответствуют типичному западноевразийскому варианту распределения. Встречаемость частот аллелей DRB1*09 и DRB1*12, характерных для монголоидных популяций, у русских низка.
По результатам многомерного анализа полиморфизма системы HLA в популяциях Европы выделяется три кластера: североевропейский, центральноевропейский и южноевропейский. Русские входят в североевропейский кластер, наряду с немцами, датчанами, голландцами, финнами, ирландцами и англичанами.